# Афінський національний університет імені Каподістрії
Афінський національний університет імені Каподистрії (грец. Εθνικό και Καποδιστριακό Πανεπιστήμιο Αθηνών), часто назву скорочують до Афінський університет — найдавніший серед сучасних університетів Греції, заснований 1837 року. Нині є другим за величиною вищим навчальним закладом країни після Університету Арістотеля в Салоніках

## Історія
Афінський університет був заснований 3 травня 1837 року та розміщений у садибі архітектора Стаматіоса Клеантіса (садиба знана як Будинок Клеантіса, нині розміщує Музей історії Афінського університету). Став першим університетом не тільки у Греції, а й на Балканах та східносередземноморському регіоні й мав 4 факультети: теології, права, медицини та мистецтв (який включав прикладні науки та математику). Для 120 студентів викладали 33 професори.
Перш ніж університет здобув свою сучасну назву на честь першого президента Греції Іоанна Каподістрії, він був знаний як університет Оттона — за ім'ям першого короля Оттона Баварського. У листопаді 1841 року заняття перенесли до нового, щойно побудованого корпусу. Проєкт споруди виконав данський архітектор Теофіл ван Гансен — знаний також як автор Афінської трилогії, до якої крім університету входять Національна бібліотека Греції та Національна академія.

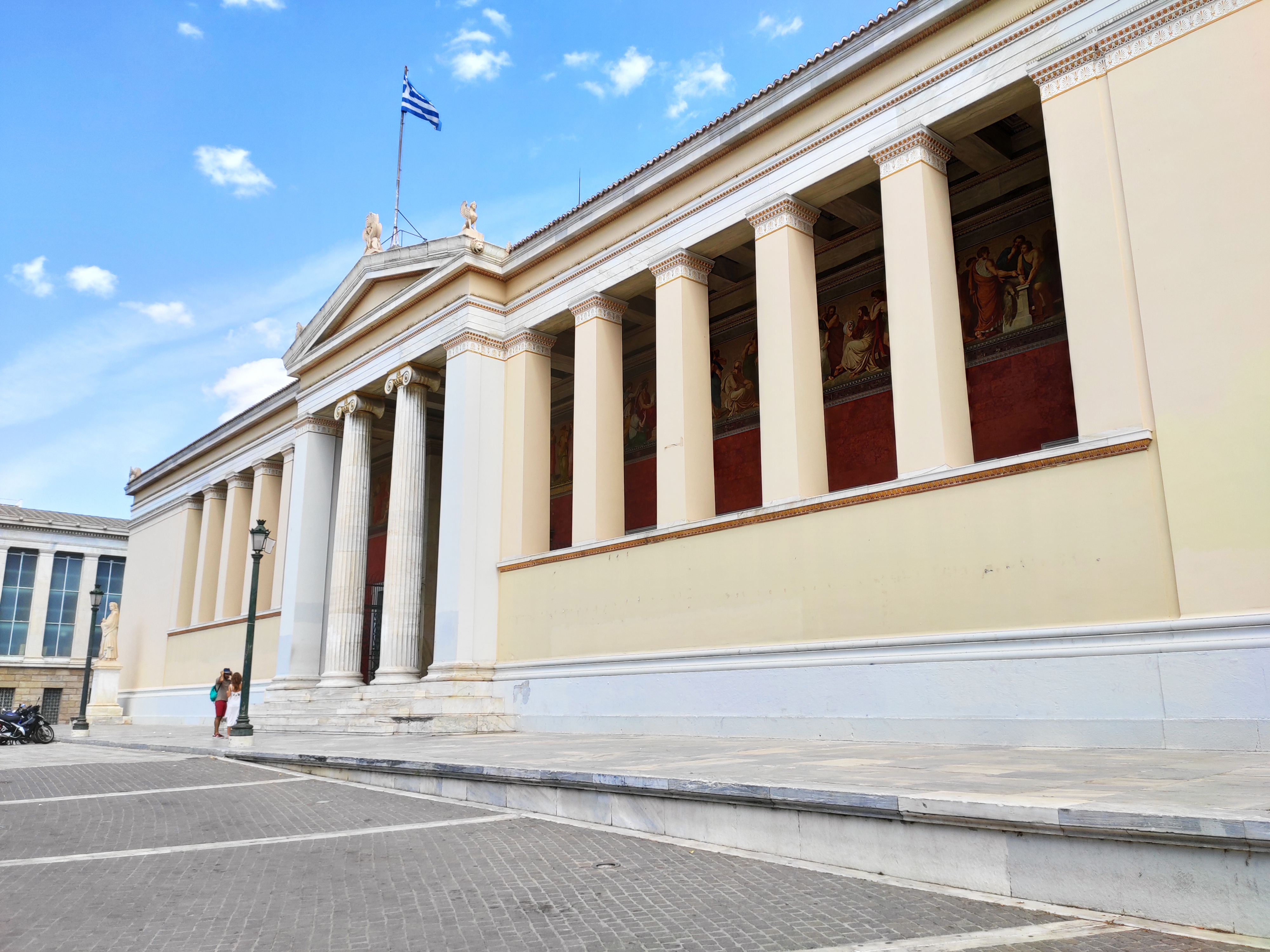
Афінський національний університет

Одна з основних змін у структурі університету відбулась 1904 року, коли факультет мистецтв був поділений на два факультети: власне мистецтв та наук. Останній включав кафедри математики та фізики, а також школу фармації. 1919 року засновано кафедру хімії, а школа фармації була перейменована на кафедру фармації.
У період між 1895 та 1911 рр. університет щороку приймав в середньому тисячу студентів. Після закінчення Першої світової війни кількість нових студентів вперше сягнула 2 тисяч. Відтак з'явилась необхідність ввести вступні іспити, починаючи з 1927/1928 навчального року іспити ввели на всіх факультетах. З 1954 року на прохання університету кількість студентів визначалась квотами Міністерства освіти та релігії Греції.

## Структура університету

### Інститут теології
- Факультет теології
- Факультет соціальної теології

### Інститут філософії
- Факультет філософії, педагогіки та психології
- Факультет історії та археології
- Факультет філології
- Факультет англійської філології
- Факультет французької філології
- Факультет німецької філології
- Факультет італо-іспанської філології
- Факультет турецької філології
- Факультет театральних мистецтв
- Факультет музичних мистецтв
- Факультет слов'янської філології

### Медичний інститут

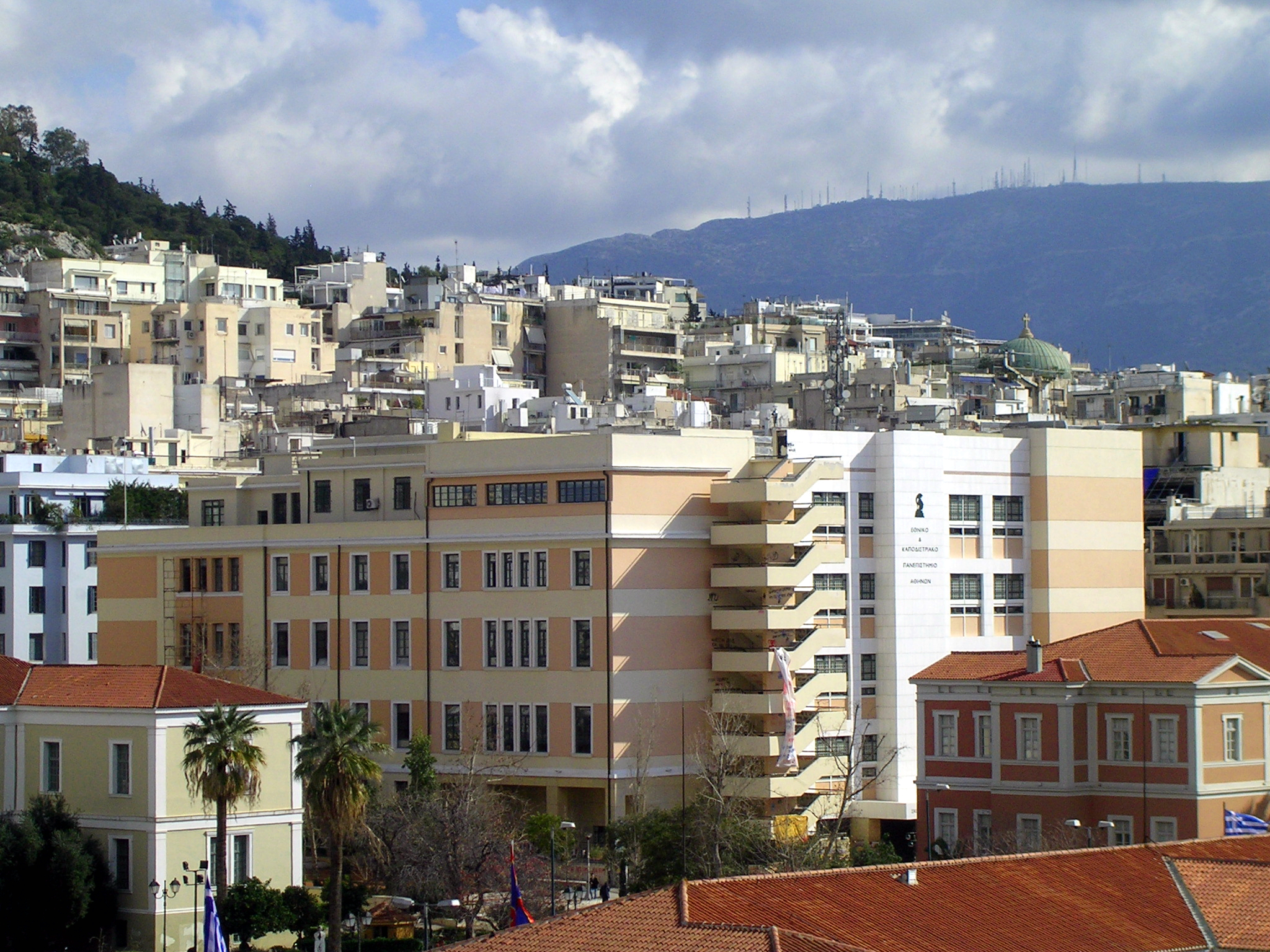
Будівля інституту права, знана як Номікі (Νομική Σχολή)

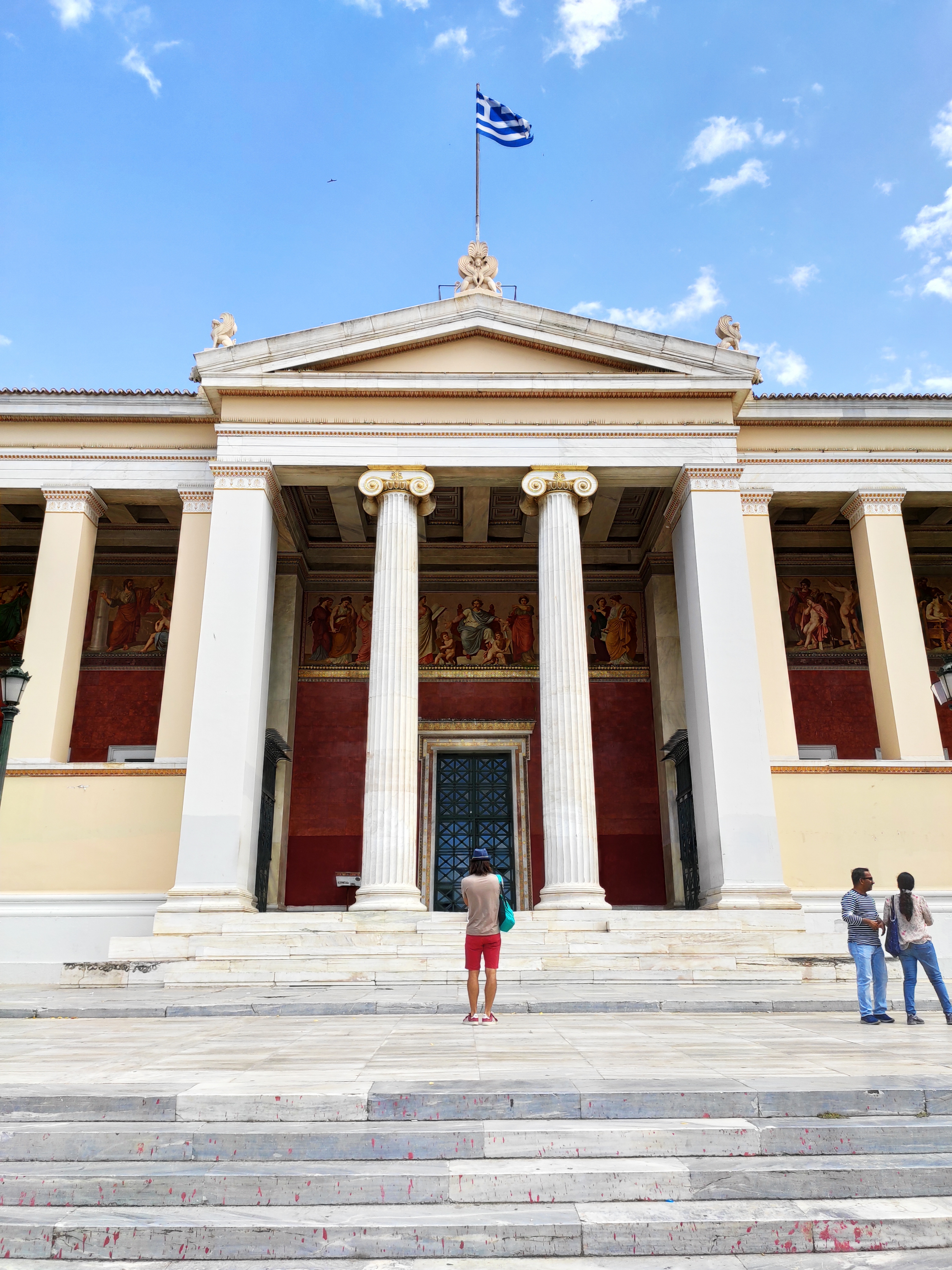
Афінський національний університет

- Медичний факультет
- Стоматологічний факультет
- Фармацевтичний факультет
- Факультет сестринської справи

### Інститут права, економіки та політичних наук
- Факультет права
- Факультет економічних наук
- Факультет політичних наук та державного управління

### Інститут природничих наук
- Факультет фізики
- Факультет біології
- Факультет геології
- Факультет хімії
- Факультет математики
- Факультет інформатики та телекомунікацій

### Незалежні факультети
- Факультет фізвиховання
- Факультет початкової освіти
- Факультет ранньої освіти
- Факультет комунікацій та мас-медіа
- Факультет філософії та історії науки

## Почесні доктори
Див. також Почесні доктори Афінського університету
- Афанасіос Фокас
- Еріка Симон
- Михайло Ростовцев
- Корані Шандор
- Сергій Новіков
- Григорій Арш
- Олексій Абрикосов

## Науковці
Див. також Науковці Афінського університету
| - Георгіос Склавунос - Петрос Браїлас-Арменіс - Костянтин Каратеодорі - Іоанніс Теодоракопулос | - Лука Кацелі - Міхаіл Стасінопулос - Йоргос Камініс - Філіппос Іоанну |

## Відомі випускники
Див. також Випускники Афінського університету
| - Харілаос Трикупіс - Елефтеріос Венізелос - Одісеас Елітіс - Стратіс Мірівіліс - Константінос Караманліс - Костас Караманліс - Теодорос Ангелопулос - Костас Варналіс | - Георгіос Папаніколау - Константінос Міцотакіс - Ксенофон Золотас - Георгіос Папандреу (старший) - Дора Бакоянні - Каролос Папульяс - Ієронім ІІ - Костас Варналіс - Елена Кундура - Марієтта Яннаку |